# Fotbalul la Jocurile Panamericane
Fotbalul face parte din programul Jocurilor Panamericane din 1951. A fost inițial o competiție destinată doar bărbaților, din 1999 fiind dedicată și fotbalului feminin.

## Turneul masculin
| 1951 Detalii | Buenos Aires, Argentina             | Argentina                  |                         | Costa Rica       | Chile                      |               | Venezuela          |
| 1955 Detalii | Ciudad de México, Mexic             | Argentina                  |                         | Mexic            | Antilele Neerlandeze       |               | Venezuela          |
| 1959 Detalii | Chicago, Statele Unite              | Argentina                  |                         | Brazilia         | Statele Unite ale Americii |               | Haiti              |
| 1963 Detalii | São Paulo, Brazilia                 | Brazilia                   |                         | Argentina        | Chile                      |               | Uruguay            |
| 1967 Detalii | Winnipeg, Canada                    | Mexic                      | 4–0 d.p.                | Insulele Bermude | Trinidad și Tobago         | 4–1           | Canada             |
| 1971 Detalii | Cali, Columbia                      | Argentina                  |                         | Columbia         | Cuba                       |               | Trinidad și Tobago |
| 1975 Detalii | Mexic, Mexic                        | Mexic · Brazilia           | 1–1 d.p. (title shared) |                  | Argentina                  | 2–0           | Costa Rica         |
| 1979 Detalii | San Juan, Puerto Rico               | Brazilia                   | 3–0                     | Cuba             | Argentina                  | 2–0           | Costa Rica         |
| 1983 Detalii | Caracas, Venezuela                  | Uruguay                    |                         | Guatemala        | Brazilia                   |               |                    |
| 1987 Detalii | Indianapolis, Statele Unite         | Brazilia                   | 2–0 d.p.                | Chile            | Argentina                  | 0–0 (5–4) pen | Mexic              |
| 1991 Detalii | Havana, Cuba                        | Statele Unite ale Americii | 2–1 d.p.                | Mexic            | Cuba                       | 1–0           | Honduras           |
| 1995 Detalii | Mar del Plata, Argentina            | Argentina                  | 0–0 (5–4) pen           | Mexic            | Columbia                   | 3–0           | Honduras           |
| 1999 Detalii | Winnipeg, Canada                    | Mexic                      | 3–1                     | Honduras         | Statele Unite ale Americii | 2–1           | Canada             |
| 2003 Detalii | Santo Domingo, Republica Dominicană | Argentina                  | 1–0                     | Brazilia         | Mexic                      | 0–0 (5–4) pen | Columbia           |
| 2007 Detalii | Rio de Janeiro, Brazilia            | Ecuador                    | 2–1                     | Jamaica          | Mexic                      | 1–0           | Bolivia            |
| 2011 Detalii | Guadalajara, Mexic                  |                            |                         |                  |                            |               |                    |

Competiția s-a jucat în sistem ligă între 1951 și 1963, fără finală sau meci pentru locul trei. Un alt format a fost folosit în 1971, de această dată cel pe grupe în primele etape, dar jucat în sistem ligă pentru etapele finale. Turneul din 1983 a avut doar trei echipe în grupa principală, fiind și singura care nu a avut o echipă clasată pe locul patru.

### Clasamentul medaliilor
| Echipă                     | Aur                                            | Argint                | Bronz                |
| -------------------------- | ---------------------------------------------- | --------------------- | -------------------- |
| Argentina                  | 7 (1951*, 1955, 1959, 1971, 1995*, 2003, 2019) | 2 (1963, 2011)        | 3 (1975, 1979, 1987) |
| Brazilia                   | 4 (1963*, 1975, 1979, 1987)                    | 2 (1959, 2003)        | 1 (1983)             |
| Mexic                      | 3 (1967, 1975*, 1999)                          | 3 (1955*, 1991, 1995) | 2 (2003, 2007)       |
| Statele Unite ale Americii | 1 (1991)                                       |                       | 2 (1959*, 1999)      |
| Ecuador                    | 1 (2007)                                       |                       |                      |
| Uruguay                    | 1 (1983)                                       |                       |                      |
| Chile                      |                                                | 1 (1987)              | 2 (1951, 1963)       |
| Cuba                       |                                                | 1 (1979)              | 2 (1971, 1991*)      |
| Columbia                   |                                                | 1 (1971*)             | 1 (1995)             |
| Insulele Bermude           |                                                | 1 (1967)              |                      |
| Costa Rica                 |                                                | 1 (1959)              |                      |
| Guatemala                  |                                                | 1 (1983)              |                      |
| Honduras                   |                                                | 1 (1999)              |                      |
| Jamaica                    |                                                | 1 (2007)              |                      |
| Antilele Neerlandeze       |                                                |                       | 1 (1955)             |
| Trinidad și Tobago         |                                                |                       | 1 (1967)             |

* = gazdă

## Turneul feminin
| 1999 Detalii | Winnipeg, Canada                    | Statele Unite ale Americii | 1–0      | Mexic                      | Costa Rica | 1–1 (4–3) pen | Canada    |
| 2003 Detalii | Santo Domingo, Republica Dominicană | Brazilia                   | 2–1 d.p. | Canada                     | Mexic      | 4–1           | Argentina |
| 2007 Detalii | Rio de Janeiro, Brazilia            | Brazilia                   | 5–0      | Statele Unite ale Americii | Canada     | 2–1           | Mexic     |

### Clasamentul medaliilor
| Echipă                     | Aur             | Argint   | Bronz    |
| -------------------------- | --------------- | -------- | -------- |
| Brazilia                   | 2 (2003, 2007*) |          |          |
| Statele Unite ale Americii | 1 (1999)        | 1 (2007) |          |
| Canada                     |                 | 1 (2003) | 1 (2007) |
| Mexic                      |                 | 1 (1999) | 1 (2003) |
| Costa Rica                 |                 |          | 1 (1999) |

* = gazdă